# آریانا دبوز
آریانا دبوز (انگلیسی: Ariana DeBose; زادهٔ ۲۵ ژانویهٔ ۱۹۹۱) بازیگر آمریکایی است. او افتخارات گوناگونی از جمله یک جایزهٔ اسکار، یک جایزهٔ فیلم بفتا و یک جایزهٔ  گلدن گلوب کسب کرده است و علاوه بر این نامزد یک جایزهٔ تونی و یک جایزهٔ امی ساعات پربیننده بوده است. مجلهٔ تایم در سال ۲۰۲۲ او را یکی از ۱۰۰ نفر از تاثیرگذارترین افراد جهان نامید.
دبوز در فصل ششم مسابقهٔ پس تو فکر می‌کنی می‌تونی برقصی در سال ۲۰۰۹ شرکت کرد و آن را در میان ۲۰تای برتر به پایان رساند. نخستین حضور او در تئاتر برادوی با بیا جلو: موزیکال در ۲۰۱۱ رقم خورد و کارش را در برادوی با نقش‌هایی در موتاون: موزیکال (۲۰۱۳) و پیپین (۲۰۱۴) ادامه داد. از سال ۲۰۱۵ تا ۲۰۱۶، او یکی از اعضای اصلی گروه موزیکال همیلتونِ لین-منوئل میرندا بود و در حکایت برانکسی (۲۰۱۶–۲۰۱۷) نیز حضور یافت. در سال ۲۰۱۸، او برای بازی در نقش دیسکو دانا در تابستان: موزیکال دانا سامر نامزد جایزه تونی بهترین بازیگر نقش اول زن در موزیکال شد. او همچنین مجری مراسم جایزه تونی در سال‌های ۲۰۲۲ و ۲۰۲۳ بوده است.
دبوز برای بازی در فیلم موزیکال داستان وست ساید (۲۰۲۱) ساختهٔ استیون اسپیلبرگ به شهرت بیشتری رسید و برندهٔ جایزهٔ اسکار بهترین بازیگر نقش مکمل زن شد. از آن زمان او نقش اصلی فیلم پویانمایی دیزنی، یعنی آرزو (۲۰۲۳) را صداپیشگی کرده است.

## زندگی شخصی
دبوز کوئیر است و در سال ۲۰۱۵ نزد پدربزرگ و مادربزرگش آشکارسازی کرد.
در دسامبر ۲۰۲۰، دبوز مشترکاً طرح جدیدی را برای ارتباط با سازمان‌ها و موسسات خیریه پشتیبانِ جامعه ال‌جی‌بی‌تی‌کیوپلاس راه‌اندازی کرد.
دبوز با طراح لباس و پروفسور سو مککو رابطه دارد. این زوج هنگام کار روی موزیکال تابستان: دانا سامر در سال ۲۰۱۷ با یکدیگر آشنا شدند. پیش از این، دبوز با استاد ابزار تئاتر، جیل جانسون، در رابطه بود. این زوج زمانی که هر دو در حال کار بر روی موتاون: موزیکال بودند، یکدیگر را ملاقات کردند.

## فیلم‌شناسی
| سال  | عنوان                   | نقش           | توضیحات    |
| ---- | ----------------------- | ------------- | ---------- |
| ۲۰۱۱ | کمپانی                  |               |            |
| ۲۰۱۸ | سی‌ساید                  |               |            |
| ۲۰۲۰ | همیلتون                 |               |            |
| ۲۰۲۰ | جشن رقص پایان سال       |               |            |
| ۲۰۲۱ | داستان وست ساید         | آنیتا         |            |
| ۲۰۲۳ | روزگاری یک استودیو      | آشا (صداپیشه) | فیلم کوتاه |
| ۲۰۲۳ | ایستگاه فضایی بین‌المللی | کیرا فاستر    |            |
| ۲۰۲۳ | پولمن                   |               |            |
| ۲۰۲۳ | آرزو                    | آشا (صداپیشه) |            |
| ۲۰۲۴ | آرگایل                  | TBA           | پساتولید   |
| ۲۰۲۴ | کریون شکارچی            | کالیپسو       | پساتولید   |
| TBA  | خانۀ فساد               | TBA           | پساتولید   |